# Bruce Robinson
Pour les articles homonymes, voir Robinson.
Bruce Robinson est un acteur, scénariste et réalisateur britannique, né le 2 mai 1946 à Broadstairs (Royaume-Uni).

## Biographie
Formé à la Central School of Speech and Drama de Londres, il interprète en 1968 le rôle de Benvolio dans la version de Roméo et Juliette par Franco Zeffirelli. Malgré cela et d'autres rôles sous la direction de Ken Russell ou encore François Truffaut, pour qui il tient d'ailleurs le principal rôle masculin dans L'Histoire d'Adèle H. en 1975, il constate que sa carrière ne décolle pas. Il met un terme à sa carrière de comédien au début des années 1980, ne tenant plus que des rôles occasionnels, et se tourne vers l'écriture de scénarios. Il est nommé aux Oscars pour le scénario de La Déchirure. En 1987, il passe également à la mise en scène.

## Filmographie

### Acteur
- 1968 : Roméo et Juliette (Romeo and Juliet) de Franco Zeffirelli : Benvolio
- 1968 : The Other People de David Hart : Colin
- 1970 : Tam Lin (The Ballad Of Tam Lin) de Roddy McDowall : Alan
- 1971 : La Symphonie pathétique (The Music Lovers) de Ken Russell : Alexei Sofronov
- 1971 : Private Road de Barney Platts-Mills : Peter Morrissey
- 1974 : Los Viajes escolares de Jaime Chavarri : Oscar
- 1975 : L'Histoire d'Adèle H. de François Truffaut : lieutenant Albert Pinson
- 1977 : Double Plaisir (Kleinhoff Hotel) de Carlo Lizzani : Karl / Alex
- 1977 : The Brute de Gerry O'Hara : Mark
- 1981 : Harry's War de Kieth Merrill : le second agent de l'IRS
- 1987 : Withnail et moi (Withnail & I) de lui-même
- 1989 : Tête à tête (How to Get Ahead in Advertising) de lui-même : voix de la bosse
- 1998 : Still Crazy : De retour pour mettre le feu (Still Crazy) de Brian Gibson : Brian Lovell

### Scénariste
- 1984 : La Déchirure (The Killing Fields) de Roland Joffé
- 1987 : Withnail et moi (Withnail & I) de lui-même
- 1989 : Tête à tête (How to Get Ahead in Advertising) de lui-même
- 1989 : Les Maîtres de l'ombre (Fat Man and Little Boy ) de Roland Joffé
- 1992 : Jennifer 8 (Jennifer Eight) de lui-même
- 1998 : Loin du paradis (Return to Paradise) de Joseph Ruben
- 1999 : Prémonitions (In Dreams) de Neil Jordan
- 2011 : Rhum express (The Rum Diary) de lui-même

### Réalisateur
- 1987 : Withnail et moi (Withnail & I)
- 1989 : Tête à tête (How to Get Ahead in Advertising)
- 1992 : Jennifer 8 (Jennifer Eight)
- 2011 : Rhum express (The Rum Diary)

## Récompenses et nominations

### Récompenses
- 1985 : BAFTA du Meilleur scénario adapté pour La Déchirure
- 1988 : Evening Standard British Film Awards du meilleur scénario pour Withnail & I
- 1993 : Festival du film policier de Cognac pour Jennifer 8
  - Prix spécial du jury
  - Prix du public

### Nominations
- 1985 : Oscar du meilleur scénario adapté pour La Déchirure
- 1985 : Golden Globe du meilleur scénario pour La Déchirure